# Kyle Motl
Kyle Motl (* um 1985) ist ein US-amerikanischer Musiker (Kontrabass, Komposition) des Modern Creative und der Improvisationsmusik.
Motl, der an der University of California, San Diego, studierte, arbeitete ab den frühen 2010er-Jahren in der kalifornischen Jazzszene u. a. im Abbey Rader Quartet ( Reach for the Skies, 2013) sowie in dessen West Coast Quartet mit Drew Ceccato, außerdem im Trio von Peter Kuhn (The Other Shore, 2015), in Duos mit dem Cellisten T. J. Borden (Apperception, 2017), mit dem Bassisten Zach Rowden (Gristle, 2019) und in Treesearch  mit dem Geiger Keir GoGwilt (Know More Knowledge, 2019).  2017 legte er sowohl das Soloalbum Transmogrification (Metatrope) als auch das Trioalbum Panjandrums (mit Asher Tobin Chodos, Kjell Nordeson) mit Eigenkompositionen vor. Er tritt häufig auch als Solist auf.

## Diskographische Hinweise
- Kyle Motl / Adam Tinkle: Psychogeographia (2015)
- Drew Ceccato / Tobin Chodos / Robert Jedrzejewski / Kyle Motl: Trance (Metatrope Records, 2015)
- Abbey Rader Quartet with Kidd Jordan: Reunion (Abray Productions, 2016)
- In Search of a Certain Bird (2019) solo
- Kyle Motl, Patrick Shiroishi, T. J. Borden: In This Failing Light (Confront, 2020)
- Kyle Motl / Patrick Shiroishi:  Apparitions (Notice Recordings, 2022)
- Hydra Nightingale (2022, solo)
- Dan Clucas / Kyle Motl / Nathan Hubbard: Daydream and Halting (2022)
- Kyle Motl / Carlos Dominguez: Field of Fried Umbrellas (2022)
- Kyle Motl / Patrick Shiroishi: Apparitions (Notice Recordings, 2022)
- Anthony Davis: Vertical Motion (Astral Spirits, 2023, mit Kjell Nordeson)
- Wilfrido Terrazas & Kyle Motl: Seven Gifts (2024)